# Kiïnsk
Kiïnsk (en rus: Киинск) és un poble del krai de Khabàrovsk, a l'Extrem Orient de Rússia. El 2012 tenia 545 habitants. Pertany al districte rural de Lazó.